# Heveny hasnyálmirigy-gyulladás
Heveny hasnyálmirigy-gyulladás, pancreatitis acuta vagy másképp pancreaticus necrosis acuta a hasnyálmirigy hirtelen fellépő gyulladásos megbetegedése. Súlyosságától függően komoly komplikációkkal kell számolni, és az adekvát terápia ellenére a mortalitás rendkívül magas. Miközben az enyhe esetek gyakran sikeresen kezelhetőek konzervatív (nem operáció) módszerekkel, mint pl. IV rehydratio, NPO (nil per os, azaz semmi a szájon keresztül), a súlyos esetek intenzív terápiás ellátást, akár műtétet (gyakran többszöri beavatkozás) igényelnek a betegség során fellépő komplikációk miatt. A kutyák hasnyálmirigy-gyulladása is gyakori megbetegedés.

## Pathomechanizus
Bár a pancreatitis acuta sokféle etiológiai faktor miatt kialakulhat, végső soron ugyanazok a pathologiai elváltozások alakulnak ki, és vezetnek a betegség kialakulásához. A pancreas acinussejtekben lévő zymogén granulumokban tárolt enzimek kóros, vagyis nem megfelelő ingerre, és nem megfelelő helyen történő aktivációja. Ez tulajdonképpen már a sejteken belül megtörténik, és a sejt membránjának elemésztése után a környezet is „feloldódik”. A részleges sejtnecrosis miatt az enzimek nem secretálódnak, hanem az acinussejtekben maradnak. A proenzimek, vagyis még inaktív enzimek aktívációjában kulcslépés a tripszinogén aktiválása a lyzosomában tárolt katepsin által, így az aktivált tripszin már képes aktiválni a többi proenzimféleséget. A pancreas autolysisét limitálja a vérben keringő és celluláris proteáz inhibitorok (alfa 1 antitripszin, c1 észteráz inhibitor stb.) jelenléte. A sejtnecrosis természetesen gyulladásos citokinek, faktorok elaborációjához is vezet, majd gyulladáshoz, annak minden klasszikus tünetével. Emiatt jön létre oedema is. A gyulladás parenchymás necrosishoz, környező zsírszövet necrosishoz, szöveti ischaemiához, akár SIRS-hez vezethet, sőt többszervi elégtelenséghez is.

## Osztályozás

### Hisztopathologiai osztályozás
interstitialis (oedemás) pancreatitis
necrotizáló pancreatitis

### Etiológiai osztályozás
lásd okok

### Klinikai osztályozás
- Enyhe pancreatitis: nincs szervi működészavar, és a gyulladás rövid idő alatt „restitutio ad integrum” (teljesen) gyógyul
- Súlyos pancreatitis: a pancreas működés károsodása helyi (intra- és peripancreaticus folyadékgyülemek, parenchymális necrosis, és peripancreaticus zsírnecrosis), illetve szisztémás tünetekhez vezet.

## Panaszok és tünetek

### A leggyakoribbak a következők
- súlyos epigasztrikus fájdalom mely a hátba sugárzik
- hányinger, hányás, hasmenés, étvágytalanság
- láz/hidegrázás
- Hemodynamicus instabilitás, köztük shock

Bár ezek gyakori tünetek, nem mindig jelentkeznek. Esetleg csupán a hasi fájdalom az egyetlen tünet.

### Kevésbé gyakori tünetek
- Grey-Turner jel (az ágyék hemorrhagiás discoloratioja)
- Cullen-jel (a köldök hemorrhagiás discoloratioja)
- Grünwald-jel (a köldök körül ecchymosisok megjelenése, az erek lokális toxikus laesiója miatt.
- Körte jel (fájdalom vagy rezisztencia azon a területen, ahol a hasnyálmirigy feje helyezkedik el (epigastrium), 6–7 cm-rel a köldök fölött
- Kamenchik-jel (processus xiphoideus alatt nyomásra fájdalom)
- Mayo-Robson jel (fájdalom a 12. borda csigolyaízülete alatt)[1]

## Okai
- epe vagy hasnyálmirigynedv kifolyási zavar:
  - epekövesség, Crohn-betegség nyombélre való lokalizációja
  - sphincter-sérülés, -daganat, -stenosis, -spasmus
- toxikus: etil-, metil-alkohol, gyógyszerek (oestrogen, furosemid, 5-ASA, sulfonamid)
- iatrogén okok
  - gyógyszerek, műtétek, szülés, áramütés, ERCP (Endoscopos Retrograd Cholangio Pancreatographia = epeúti és hasnyálmirigy vezeték feltöltéses röntgenvizsgálata), sugárzás
- fertőzések: vírusok: mumpsz, Coxackie, Echovírus, baktériumtoxinok: Shigella, Salmonella, Campylobacter, E. Coli, Brucella
- anyagcsere eltérések: hypertrigliceridaemia, hypercalcaemia, veseelégtelenség
  - nehéz ételek, magas vérzsírszint (hyperlipidemia),[2] mellékpajzsmirigy túlműködése (hyperparathyreosis)
- egyéb okok
  - örökletes, autoimmun betegségek, nyombélfekély

## Labordiagnosztika
- hyperamylasaemia: vagyis az amiláz enzim emelkedése a vérben. Órák alatt kialakul. Más állapotokban és betegségekben is kialakulhat, de ha háromszorosa meghaladja a normálértéket, akkor 100%-os specificitással jelzi, hogy akut pancreatitisszel állunk szemben. 24-48 óra után csökkenni kezd a szintje. A biliáris eredetű pancreatitisben magasabb, mint az alkoholosban.
- Lipáz szint emelkedése a vérben, az amilázzal ellentétben magasabb alkoholos eredetű pancreatitisben. Tovább jelzi a gyulladás fennállását, mint az amiláz
- Gyulladásos markerek: CRP, leukocytosis
- Biliáris pancreatitisben:
  - gyakran fluktuáló hyperbilirubinaemia, icterussal
  - alkalikus foszfatáz és gamma-GT emelkedés
  - GOT, GPT (=ALT, AST) emelkedés
- Emellett gyakran: hyperglykaemia, hypertrigliceridaemia
- Ha már szisztémás szövődmények vannak:
  - Hypocalcaemia, hypalbuminaemia, azotaemia
  - LDH szint nő, hypoxia (ARDS!)
  - prokalcitonin szint is emelkedett

## Képalkotó diagnosztika
- natív hasi RTG: perforáció, mechanikus ileus miatt, tehát differenciál diagnosztikai indikációja van.
- UH:
- CT: súlyosság megítélése, oedemás és necrotizáló altípusok elkülönítése. Necrosisok, folyadékgyülemek felismerése. Emiatt a 3. és 6. nap között érdemes elvégezni, később a lefolyás ellenőrzése, szövődmények kialakulása miatt van értelme. A gyulladt pancreas megnagyobbodott, elmosódott kontúrú, parenchymája inhomogén. Prognózis: necrosis >50%, rossz prognózis!
- MRI: csak ha a CT nem végezhető el.
- MRCP: endoszkópos ultrahang vizsgálat. Biliáris eredet (noninvazív) bizonyítására, epeúti kő kimutatására.
- ERCP: biliáris pancreatitisben választandó, therápiás javallata is van.

## Prognózis
Laboratóriumi értékek közül viszonylag korán, 24 órán belül a tripszinogén aktiváló peptid (TAP) vizeletből való kimutatásának van prognosztikai értéke. Gyulladásos markerek közül a granulocyta elasztáz, IL6, rutinszeűen a CRP (150 fölötti értéke) jelzi a súlyosságot. Alapvetően súlyos esetnek számít az idős (>70 év), elhízott (BMI: >30) beteg. Három prognosztikai index létezik az acut pancreatitis kimenetelének becslésére: 
- Ranson-Imrie: amely labor paramétereket vesz figyelembe, és 3 kritérium felett súlyosnak minősít. Főleg az alkoholos eredetű kórképre használatos.
- APACHE-II kritériumrendszer 14 élettani és laborparamétert vesz figyelembe (bonyolult, számítógépet és ITO-n nyerhető információkat igényel)
- Glasgow kritériumok: főleg biliáris pancreatitis osztályozására alkalmas. 48 órán belüli fehérvérsejt, LDH, vércukor, albumin, Ca, urea, oxigén-szaturáció, urea és az életkor (>55 év) alapján 3 kritérium teljesülése esetén súlyos pancreatitisről beszélünk

A CT súlyossági fok: természetesen computeres tomográf eredményén alapul és a gyulladás és necrosis mértékéből a szövődmény kialakulásának valószínűségére következtet.